# Synagoga w Lublinie-Piaskach
Synagoga w Lublinie-Piaskach – nieistniejąca synagoga, która znajdowała się w Lublinie, w dzielnicy Piaski, przy obecnej ulicy Kunickiego 9.
Synagoga została zbudowana w XVIII wieku. Początkowo była to budowla drewniana, ale w późniejszym czasie w 1864 roku dzięki pieniądzom z funduszu Hempla została obmurowana. Przez wiele lat była jedynym obiektem sakralnym w Piaskach, aż do czasu budowy kościoła parafialnego. 
Podczas II wojny światowej w 1940 roku hitlerowcy zamknęli synagogę i przebudowali ją na zakład metalurgiczny. Po zakończeniu wojny budynek został przydzielony spółdzielni pracy, ale po kilku latach została jej odebrana.
W 1959 roku władze miejskie chciały oddać synagogę Kościołowi Polskokatolickiemu. Przez pewien czas trwał spór z lubelskimi Żydami, o to że synagoga może zostać sprofanowana. Po kilku miesiącach w budynku wybuchł pożar, który dopełnił dzieła zniszczenia. Następnie wypalony budynek rozebrano i kilka lat później wybudowano na tym miejscu planowaną już od wielu lat świątynię Kościoła Polskokatolickiego. W latach 90. wmurowano tablicę pamiątkową informującą o istnieniu synagogi.